# Didesoxinucleótido
Los didesoxinucleótidos (abreviados como ddNTP) son nucleótidos que carecen de un grupo 3'-hidroxilo (-OH) en la desoxirribosa.
La falta de este grupo hidroxilo implica la imposibilidad de formar un enlace fosfodiéster con otros nucleótidos, el cual se produce entre el grupo 5'-fosfato de uno y el grupo 3'-hidroxilo de otro. Por tanto, durante la replicación de una molécula de ADN, la adición de un ddNTP a la cadena de nueva síntesis supone que el proceso se detenga. Esto es útil en procesos de secuenciación de ADN, como en el método de Sanger.

Estructura de un didesoxinucleótido: 2',3'-didesoxiATP (ddATP)

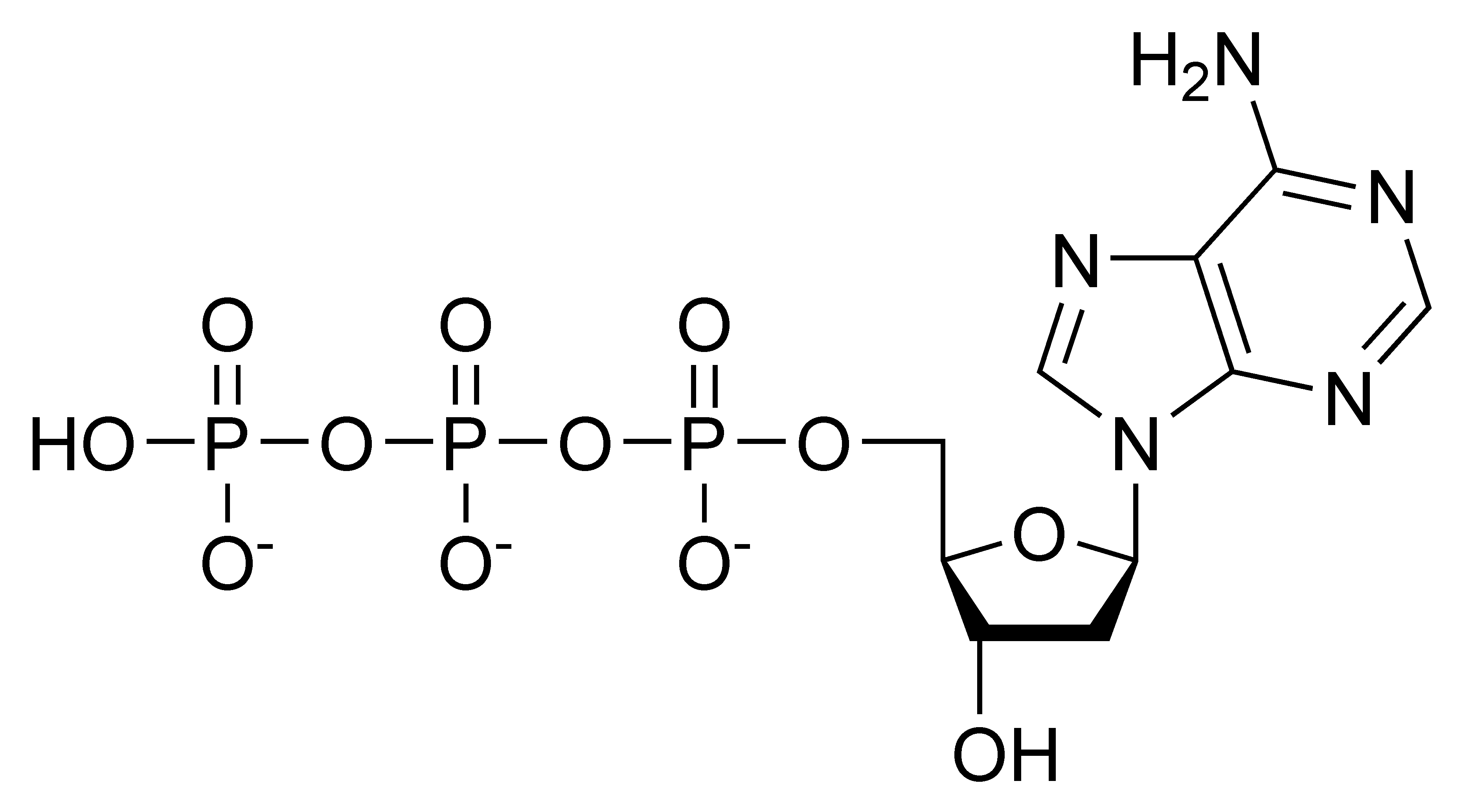
Estructura de 2'-desoxiATP (dATP). Nótese la diferencia de estructura con el didesoxiATP (ddATP), consistente en la sustitución de un grupo -OH del dATP por un -H en el ddATP.